# El Golpe, Tabasco
El Golpe är en ort i Mexiko.   Den ligger i kommunen Cárdenas och delstaten Tabasco, i den sydöstra delen av landet, 600 km öster om huvudstaden Mexico City. El Golpe ligger 7 meter över havet och antalet invånare är 687.
Terrängen runt El Golpe är mycket platt. Runt El Golpe är det ganska tätbefolkat, med 179 invånare per kvadratkilometer. Närmaste större samhälle är Poblado C-11 José María Morelos y Pavón, 19,7 km sydväst om El Golpe. Trakten runt El Golpe består till största delen av jordbruksmark.